# NEW GENERATION
『NEW GENERATION』（ニュージェネレーション）は、2002年4月9日（8日深夜）から同年9月24日（23日深夜）までフジテレビが火曜 0時55分 - 1時55分（月曜深夜）に編成していた深夜番組放送枠。
2002年3月まで、フジテレビの深夜時間帯に30分枠でレギュラー放送されていた若手芸人中心のお笑い番組『感じるジャッカル』（月曜深夜）、『はねるのトびら』（月曜深夜）、『BACK-UP!』（水曜深夜）、『ワンナイR&R』（木曜深夜）を1時間枠に拡大し、新たに『トーキョープラズマボーイズ』を加えた5番組を週替わりで放送していた。『ワンナイR&R』については、『ワンナイR&B』と改題した上での放送だった。
枠そのものにもオープニングが用意されており、オープニング曲はYMOの「ライディーン」が使用されていた。
同枠は半年で廃止され、『はねるのトびら』と『ワンナイR&B』以外の放送番組も枠の廃止とともに終了した。終了せずに残った2番組は、タイトルが戻った後の『ワンナイR&R』は2006年12月20日まで、『はねるのトびら』も2012年9月26日まで、放送時間を変更の上で放送されていた(詳細は各項目を参照)。
テレビ静岡でも放送されていた。